# Estación Akasaka-Mitsuke
La Estacion Akasaka-mitsuke (赤坂見附駅 Akasaka-mitsuke-eki?) es una estación del Metro de Tokio en Minato, Tokio, Japón.

## Líneas
La estación Akasaka-mitsuke cuenta con el servicio de la Línea Ginza y la Línea Marunouchi , que proporcionan transferencias en la misma plataforma entre las dos líneas en la misma dirección (por ejemplo, de este a este). Invertir las direcciones entre las líneas también es bastante fácil, ya que las líneas en dirección este se apilan sobre las líneas en dirección oeste. También está conectado por pasadizos subterráneos a la Estación de Nagatacho, que cuenta con el servicio de la Línea Yurakucho, la Línea Hanzomon y la Línea Namboku, y es posible hacer transbordo entre las dos estaciones sin pasar por las puertas de venta de billetes.

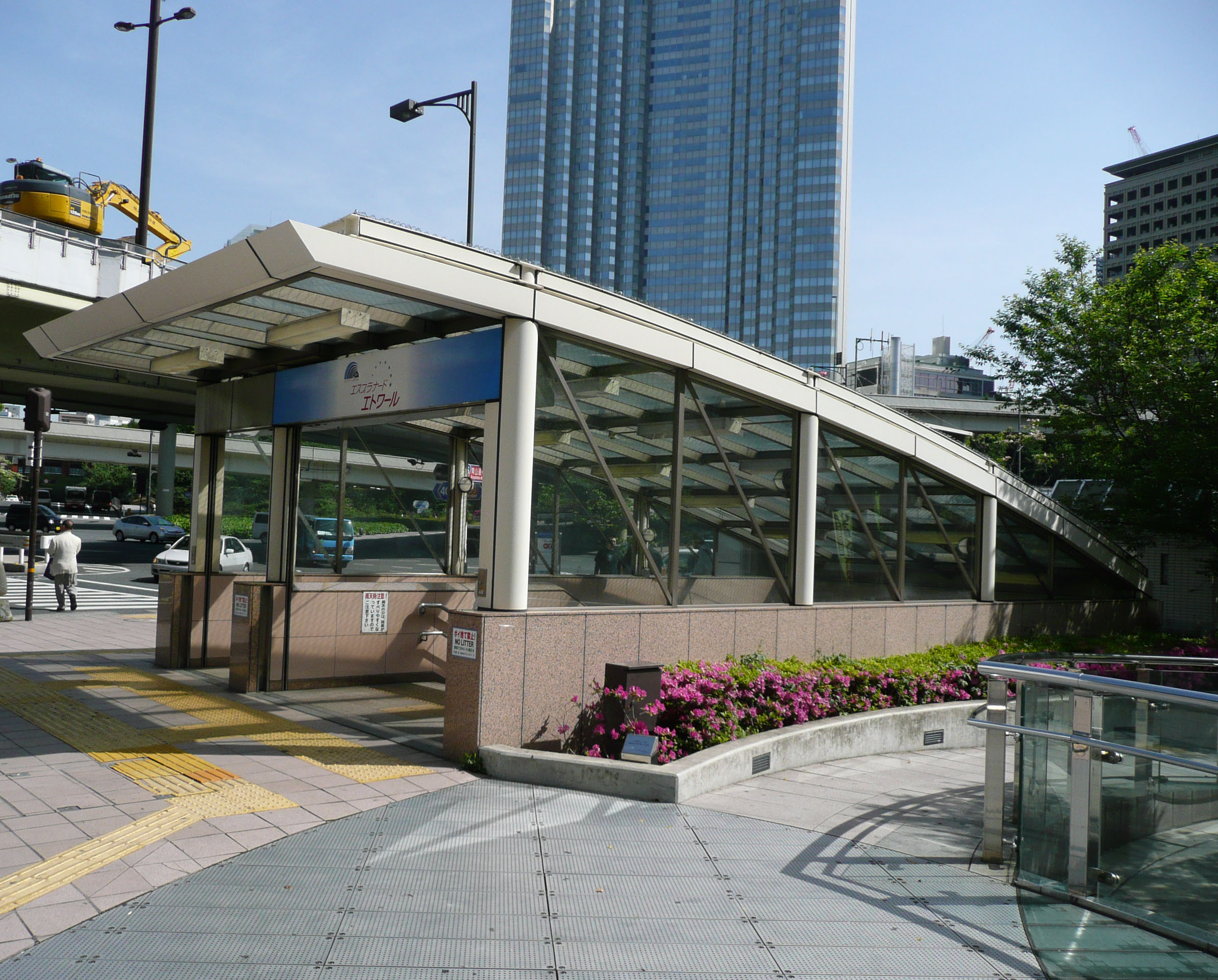
Entrada a la estación
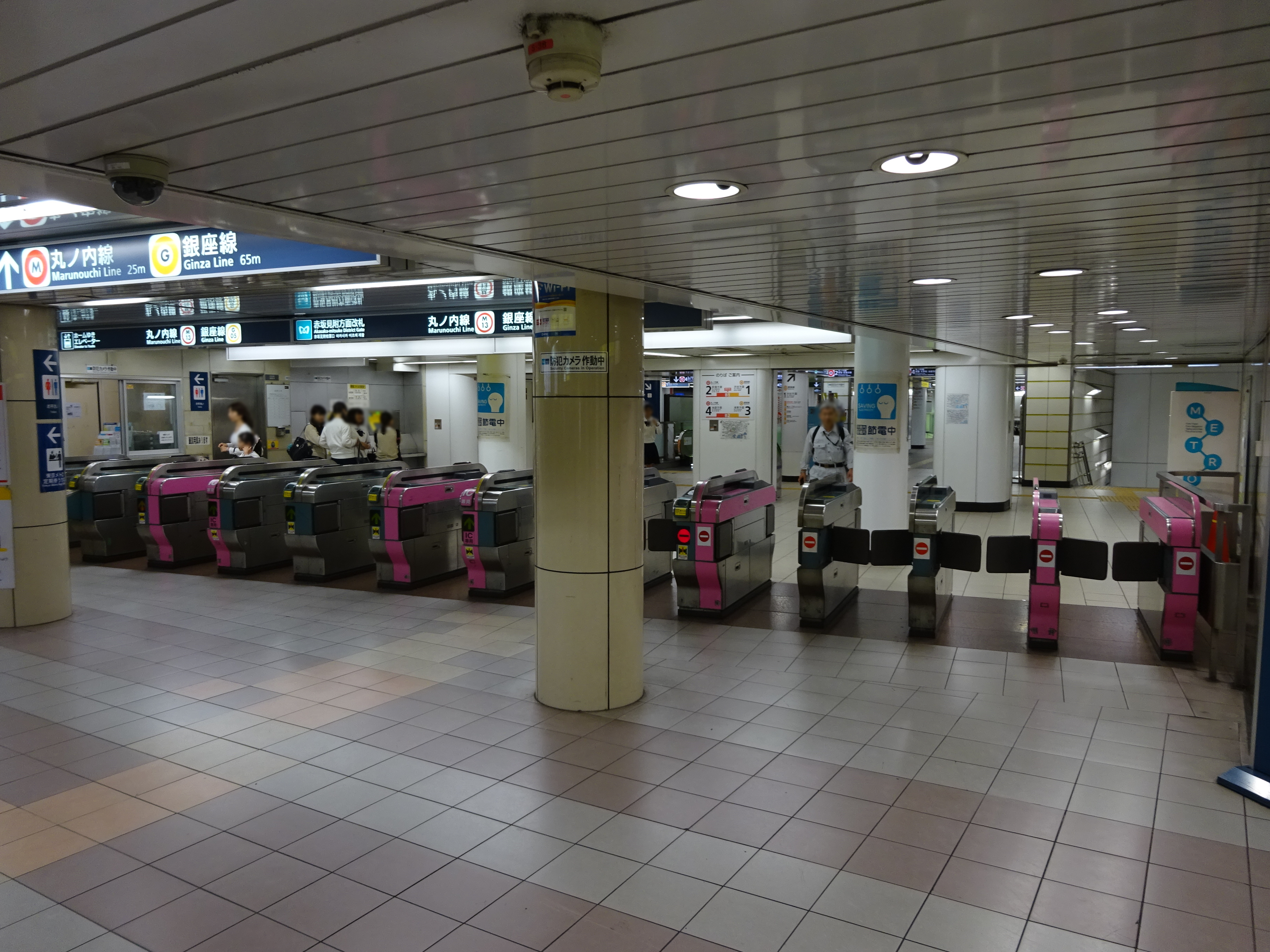
Validador de boletos
Diagrama de la estacion

## Historia
La estación de la línea Ginza se inauguró el 18 de noviembre de 1938. La estación de la línea Marunouchi se inauguró el 15 de marzo de 1959.
Las instalaciones de la estación fueron heredadas por Tokyo Metro después de la privatización de la Autoridad de Tránsito Rápido de Teito (TRTA) en 2004.

## Estaciones adyacentes
| «                              | «                              | »                               | »                               |                    |
| Metro de Tokio                 | Metro de Tokio                 | Metro de Tokio                  | Metro de Tokio                  | Metro de Tokio     |
| Línea Ginza (G-05)             | Línea Ginza (G-05)             | Línea Ginza (G-05)              | Línea Ginza (G-05)              | Línea Ginza (G-05) |
| ------------------------------ | ------------------------------ | ------------------------------- | ------------------------------- | ------------------ |
| Aoyama-itchome (a Shibuya)     | Aoyama-itchome (a Shibuya)     | Tameike-Sannō (a Asakusa)       | Tameike-Sannō (a Asakusa)       |                    |
| Línea Marunouchi (M-13)        |                                |                                 |                                 |                    |
| Yotsuya (a Ogikubo o Hōnanchō) | Yotsuya (a Ogikubo o Hōnanchō) | Kokkai-gijido-mae (a Ikebukuro) | Kokkai-gijido-mae (a Ikebukuro) |                    |